# Тит Статилий Барбар
Тит Статилий Барбар (на латински: Titus Statilius Barbarus, на гръцки: Τίτος Στατίλιος Βάρβαρος) е политик и военен деец на Римската империя по времето на Северите. Произлиза от знатния римски род Статилии.

## Политическа кариера
Управител е на провинция Тракия (legatus Augusti pro praetore Thraciae) по времето на август Септимий Север от 195 до 198 г. Участва в издаването на интензивни монетни емисии на тази провинция чрез градските управи на Филипопол (дн. Пловдив), Хадрианопол (дн. Одрин), Сердика (дн. София), Траянопол, Перинт (дн. Мармара Ерейли), Бизия (дн. Бизе), Пауталия (дн. Кюстендил), Августа Траяна (дн. Стара Загора) и Анхиало (дн. Поморие). При управлението му пада обсадения в гражданската война от 194 – 195 г. Византион. Придружава императорското семейство начело със Септимий Север при преминаването по Диагоналния път от Перинт към Сирмиум през лятото на 195 г. При това посещение в Тракия Септимий Север дава на Перинт титлата Неокор.
Името му е известно и от два надписа – от Августа Траяна (дн. Стара Загора) и с. Горно Ботево. През 198 или 199 г. вероятно e суфектконсул.